# سیاه‌مرغ پری‌شاهرخی
سیاه‌مرغ پری‌شاهرخی (نام علمی: Gymnomystax mexicanus) نام یک گونه از تیره سیاه‌پره‌ایان است.